# Karl Marx-Hof
Karl-Marx-Hof es uno de los más célebres complejos de viviendas en Viena. Está situada en Heiligenstadt, un barrio del 19.º distrito de Viena, Döbling. Ocupa un área longitudinal (aproximadamente 1.100 m X 100 m), con una superficie de más de 15 ha, y cerca de 1400 viviendas.

## Desarrollo
Karl-Marx-Hof fue construido en el terreno que, hasta el siglo XII, había estado bajo las aguas del Danubio, en un lugar de suficiente profundidad para que los barcos pudiese navegar por ese lugar. En 1750, todo ese terreno quedó como un estanque de agua, aislado del río, y fue drenado por orden del Emperador José II. En ese lugar se dispusieron jardines que fueron eliminados por el ayuntamiento de Viena, controlado por el Partido Socialdemocrático de Austria, en el periodo conocido como la Viena Roja. El objetivo fue construir viviendas, lo que se llevó cabo con la erección del Karl-Marx-Hof, que fue financiado por un impuesto especial denominado Breitner-Steuern (en referencia al consejero de la República de ese tiempo).

## Contexto Sociopolítico
Tras la Primera Guerra Mundial y la descomposición del imperio Austro-Húngaro, la situación de la nueva República de Austria era muy complicada. El territorio del país se redujo en una quinta parte dejándolo dependiente de importaciones de multitud de productos y materias primas y con la economía intervenida por la comunidad internacional. La inflación sobrepasaba el 100% anual en los principios de los años 20, dejando una numerosa populación de desempleados que se amontonaban en la capital donde la vivienda era un bien escaso y generalmente de muy mala calidad. Además, la capital creció de los 440.000 habitantes antes de la urbanización de la Ring Strasse, hasta 2.2 millones al acabar la Guerra. La transformación urbana del siglo XIX promovida por la burguesía se centró en la creación del nuevo foco urbano y monumental extendido sobre el espacio de la muralla medieval que contendría grandes instituciones del estado y actuaría como bisagra entre el centro histórico y los nuevos barrios de la ciudad creciente.

## Características arquitectónicas

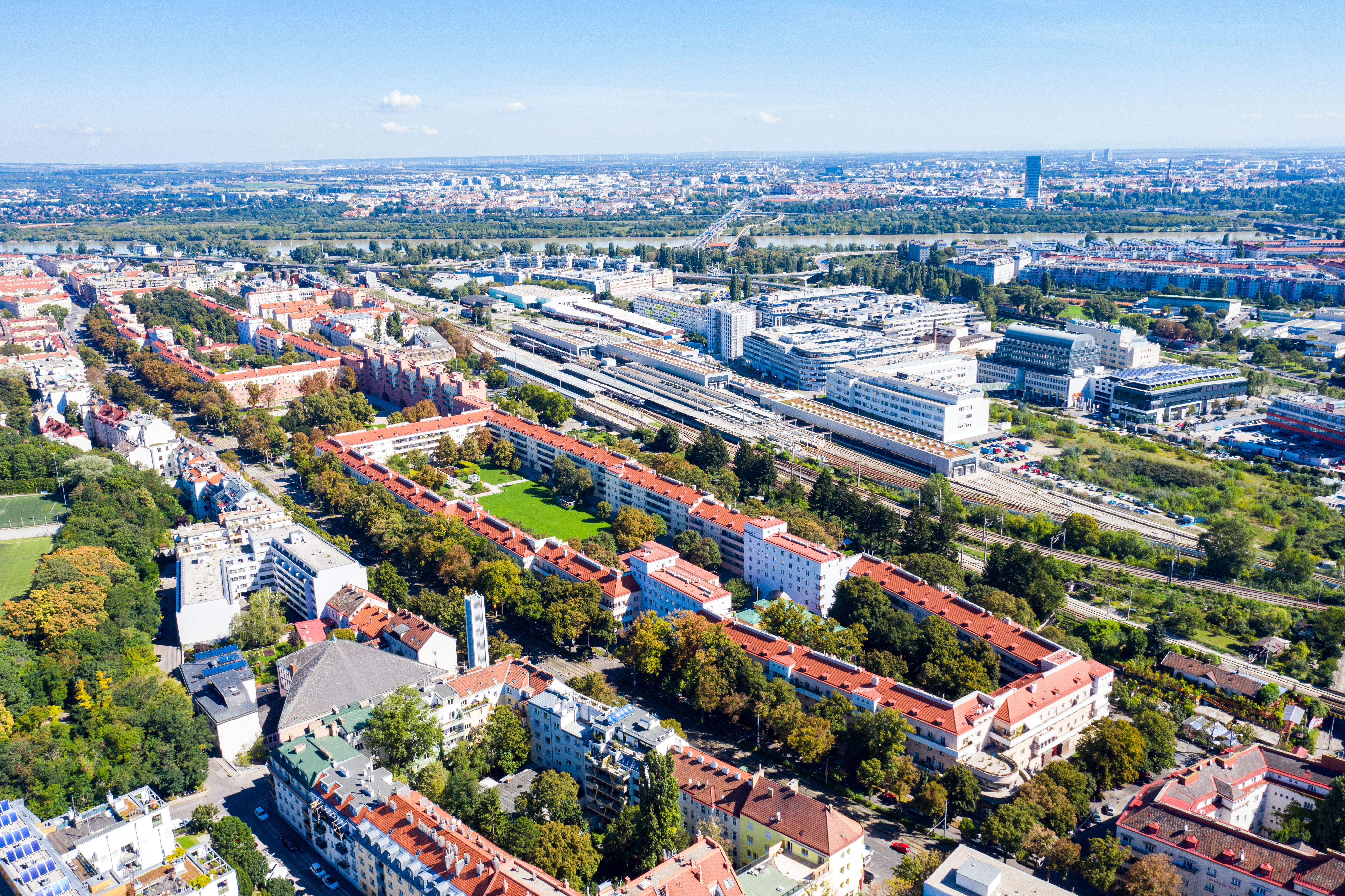
Vista aérea desde el Suroeste

El Karl-Marx-Hof fue construido entre 1927 y 1930 por el urbanista Karl Ehn, un seguidor de Otto Wagner. Ehn, que tenía experiencia en promociones públicas de vivienda social, se planteó el proyecto como la oportunidad de llevar a cabo una innovación tipológica, no tanto como forma, sino como proceso, escala, organización y símbolo
El área ocupada por el conjunto edificatorio tiene forma alargada con una longitud aproximada de un kilómetro (1,100 metros) y un ancho en la parte central de unos 100 m, pues en los extremos disminuye su anchura. El eje mayor se orienta sensiblemente en dirección norte-sur (unos 15° hacia este).
El frente de esa gran manzana orientado hacia el este presenta una fachada continua, en la que se abren varias arcadas que dan acceso al interior del conjunto o que lo atraviesan, permitiendo el paso de vehículos. Sin embargo, hacia el oeste el frente del conjunto se interrumpe dejando una gran plaza, de unos 10 000 m², en cuyo frente oriental se levanta el edificio más alto del complejo (18 m), que marca de algún modo el centro del conjunto, en correspondencia con una estación ferroviaria.
Al norte y al sur de esa plaza se disponen patios de gran tamaño, pues hay que tener en cuenta que solo el 18.5% de los 156.000 m² del área están ocupados por la edificación. En esos dos grandes patíos se disponen áreas de juego de niños y jardines, así como los principales equipamientos:  dos lavanderías, dos piscinas cubiertas, dos guarderías, consultorio, biblioteca, centro social, emergencia médica, farmacia, oficina postal y 25 comercios.
El conjunto presenta un fuerte carácter monumental, no solo por las dimensiones y sobriedad de los volúmenes que presenta, sino también por el rigor con que se articulan tales volúmenes; todo esto compatible con el cuidadoso diseño de los elementos arquitectónicos que de algún modo decoran el conjunto.
El Karl-Marx-Hof es uno de los mayores edificios residenciales del mundo, fue diseñado para una población de aproximadamente 5,000 personas, e Incluye 1,382 apartamentos (con una medida de 30–60 m² cada uno)

## Guerra Civil austriaca, Austrofascismo, y el Anschluss
Karl-Marx-Hof desempeñó un destacado papel en la Revuelta de febrero contra el Austrofacismo, durante la denominada Guerra Civil austriaca de 1934. Los insurgentess comprometidos con la revolución se refugiaron dentro del edificio y solo se ridieron después de que el ejército austriaco, la policía, y el Frente patriótico  paramilitar y el Heimwehr bombardearon con artillería ligera.  los edificios, a pesar de que las personas que vivían en ellos,  especialmente familias de trabajadores, estaban desarmadas. Durante el Anschluss, Karl-Marx-Hof fue rebautizado como Heiligenstädter Hof, pero en 1945 -tras la Segunda Guerra Mundial- volvió a tomar su nombre original.

## Simbología Ideológica
El énfasis puesto en la calidad de lo público es fundamental en la construcción de una identidad de comunidad, y este aspecto supone el rasgo ideológico fundamental de estas propuestas. Se debe notar un cambio radical de enfoque. Donde hasta ahora el uso de una idea de monumentalidad en arquitectura se aplica a aquellos espacios y edificios representativos del poder estatal, religioso o burgués, en este caso se aplican esas mismas herramientas en la construcción de viviendas baratas y el espacio circundante que las carga de significado. La construcción de elementos decorativos no tienen ahora como objetivo remarcar las glorias militares o religiosas del poder de estado, sino generar unos lazos sociales mediante la generación de empleo artesanal en un sector devastado por la guerra y la crisis posterior por la desmembración del Imperio Austro-Húngaro, Se impulsa así un estilo de base o estructura altamente funcional y racionalista, parejo a la modernidad que en esos años ya se había iniciado con gran convicción en Francia o Alemania, pero con una materialización en los detalles y el uso de materiales que presenta una cierta continuidad con las Escuela de Vienna y, sobre todo, la modernidad de figuras como Otto Wagner o Joze Plecnik.
La vivienda y el espacio público son el monumento del proletariado, los elementos que deben generar la estructura de la nueva ciudad que albergue la vida en comunidad de un pueblo en paz y armoniosa convivencia.

## Hoy
En 1950 quedaron reparados los daños que había sufrido Karl-Marx-Hof en los bombardeos de 1934.  El edificio ha sido reformado entre 1989 y 1992. En la antigua lavandería se ha dispuesto el museo Das Rote Wien Waschsalon (a lavandería roja de Viena ) donde se presenta la vivienda comunal de la época. El conjunto de edificaciones se ha utilizado para filmar algunas películas, entre ellas destaca El Portero de noche. 

## Galería
|                                |
| Fachada sobre la plaza central |

|                         |
| Vista aérea de la plaza |

|                                |
| Arcada con acceso de vehículos |

|                             |
| Fachada a uno de los patios |

|                      |
| Detalle de un portal |